# Флора (Иллинойс)
Флора (англ. Flora) — город, расположенный в округе Клей (штат Иллинойс, США) с населением в 5086 человек по статистическим данным переписи 2000 года.

## География
По данным Бюро переписи населения США город Флора имеет общую площадь в 11 квадратных километров, водных ресурсов в черте населённого пункта не имеется.

## Демография
По данным переписи населения 2000 года во Флоре проживало 5086 человека, 1375 семей, насчитывалось 2127 домашних хозяйств. Средняя плотность населения составляла около 443 человек на один квадратный километр. Расовый состав Флоры по данным переписи распределился следующим образом: 97,76 % белых, 0,18 % — чёрных или афроамериканцев, 0,33 % — коренных американцев, 0,29 % — представителей смешанных рас. Испаноговорящие составили 0,65 % от всех жителей города.
Из 2127 домашних хозяйств в 29,0 % — воспитывали детей в возрасте до 18 лет, 47,6 % представляли собой совместно проживающие супружеские пары, в 11,3 % семей женщины проживали без мужей, 37,7 % не имели семей. 34,3 % от общего числа семей на момент переписи жили самостоятельно, при этом 19,2 % составили одинокие пожилые люди в возрасте 65 лет и старше. Средний размер домашнего хозяйства составил 2,28 человека, а средний размер семьи — 2,91 человека.
Население города по возрастному диапазону по данным переписи 2000 года распределилось следующим образом: 23,5 % — жители младше 18 лет, 8,7 % — между 18 и 24 годами, 25,2 % — от 25 до 44 лет, 20,8 % — от 45 до 64 лет и 21,8 % — в возрасте 65 лет и старше. Средний возраст жителей составил 40 лет. На каждые 100 женщин во Флоре приходилось 83,1 мужчин, при этом на каждые сто женщин 18 лет и старше приходилось 79,8 мужчин также старше 18 лет.
Средний доход на одно домашнее хозяйство в городе составил 28 157 долларов США, а средний доход на одну семью — 36 313 долларов. При этом мужчины имели средний доход в 30 867 долларов США в год против 19 693 долларов среднегодового дохода у женщин. Доход на душу населения в городе составил 15 653 долларов в год. 9,5 % от всего числа семей в населённом пункте и 11,3 % от всей численности населения находилось на момент переписи населения за чертой бедности, при этом 11,5 % из них были моложе 18 лет и 14,0 % — в возрасте 65 лет и старше.